# ۴۵ زن برزنجیر
۴۵ زن برزنجیر یک ستاره است که در صورت فلکی آندرومدا قرار دارد.